# Till Backhaus
Pour les articles homonymes, voir Backhaus.
Till Backhaus, né le 13 mars 1959 à Neuhaus, est un homme politique allemand membre du Parti social-démocrate d'Allemagne.
Il est depuis 1998 ministre de l'Agriculture et de l'Environnement du Land de Mecklembourg-Poméranie-Occidentale et ainsi le plus ancien ministre  en fonction en Allemagne.

## Biographie
À partir de 1976, il suit une formation de technicien agricole dans l'enseignement professionnel. Il obtient son diplôme en 1978 et effectue pendant les deux années qui suivent son service militaire dans l'Armée populaire nationale de République démocratique allemande (RDA).
En 1980, il commence à travailler à la ferme collective (LPG) de Lübtheen et entreprend des études supérieures d'agronomie à Berlin-Est, qui l'achève cinq ans plus tard avec un diplôme d'ingénieur. Il obtient un doctorat en 2001.
Divorcé et père d'un enfant, il est de confession protestante.

## Vie politique

### Comme membre du SPD
Till Backhaus participe, en 1990, à la fondation du Parti social-démocrate d'Allemagne de l'Est (SDP) à Neuhaus. Il adhère au Parti social-démocrate d'Allemagne (SPD) quand celui-ci fusionne avec le SDP la même année.
En 1991, il prend la présidence du SPD dans l'arrondissement d'Hagenow, puis dans celui de Ludwigslust à la suite de la réforme territoriale de 1994. Il renonce à ce poste en 2003, quand il est porté à la tête de la fédération du parti dans le Mecklembourg-Poméranie-Occidentale en remplacement d'Harald Ringstorff.
Il est élu au comité directeur du Forum de la social-démocratie d'Allemagne de l'Est (FOS) en 2006, et quitte la présidence régionale de son parti l'année suivante.

### Au niveau institutionnel
En 1990, il entre au Landtag de Mecklembourg-Poméranie-Occidentale. Trois ans plus tard, il devient président de la commission de l'Agriculture et de la Protection de la nature.
Till Backhaus est nommé ministre régional de l'Agriculture, de l'Alimentation, des Forêts et de la Pêche dans la coalition rouge-rouge d'Harald Ringstorff le 3 novembre 1998. L'année suivante, il se rend célèbre en présentant aux députés un projet de loi baptisé « Rindfleischetikettierungsüberwachungsaufgabenübertragungsgesetz », ce qui en fait le terme officiel le plus long. Il s'excusa alors pour la « longueur peut-être excessive » de ce nom.
Le 7 novembre 2006, il devient ministre de l'Environnement et de l'Agriculture dans la nouvelle grande coalition avec la CDU. Il a été maintenu à son poste lors du remplacement de Ringstorff par Erwin Sellering en 2008. Il est le plus ancien ministre régional en poste actuellement en Allemagne.